# 京成1形電車
京成1形電車(けいせい1がたでんしゃ)とは、京成電気軌道（現在の京成電鉄）が1912年（大正元年）に製造した電車である。

## 概要
京成電気軌道開業の1912年(大正元年)11月に、モハ1-モハ5の5両が製造され、その後1918年(大正7年)までに新造・購入合わせてモハ1-13とサハ14-19の19両が導入された。製造者は大日本軌道鉄工部である。
木製車体、ボギー台車、37.5kw主電動機4機、トロリーポール付で、架線電圧は600V、定員は90名である。(但し購入車の台車は単台車)車両前後には金属製の救助網を装備している。
1923年(大正12年)にモハ12を王子電軌に譲渡、他の18両も1928年(昭和3年)に廃車となった。